# گرین لول (کارولینای شمالی)
گرین لول (به انگلیسی: Green Level) شهری در ایالت کارولینای شمالی کشور ایالات متحده آمریکا است که جمعیت آن در سرشماری سال ۲۰۱۰ میلادی، ۲٬۱۰۰ نفر بوده‌است.